# Principe ouvert/fermé
 (avril 2015).
Si vous disposez d'ouvrages ou d'articles de référence ou si vous connaissez des sites web de qualité traitant du thème abordé ici, merci de compléter l'article en donnant les références utiles à sa vérifiabilité et en les liant à la section « Notes et références ».
En programmation orientée objet, le principe ouvert/fermé (open/closed principle) affirme qu'une classe doit être à la fois ouverte (à l'extension) et fermée (à la modification). Il correspond au « O » de l'acronyme SOLID. « Ouverte » signifie qu'elle a la capacité d'être étendue. « Fermée » signifie qu'elle ne peut être modifiée que par extension, sans modification de son code source.
L'idée est qu'une fois qu'une classe a été approuvée via des revues de code, des tests unitaires et d'autres procédures de qualification, elle ne doit plus être modifiée mais seulement étendue.
En pratique, le principe ouvert/fermé oblige à faire bon usage de l'abstraction et du polymorphisme.